# Nephrolepis exaltata
Nephrolepis exaltata is een varen uit de familie Nephrolepidaceae. Het is een epifytische of terrestrische plant uit tropische streken, waarvan verschillende variëteiten en cultivars in gematigde streken als kamerplant worden gebruikt. Vooral de Bostonvaren (N. exaltata 'Bostoniensis'), beter bekend als de krulvaren, is in Europa populair.

## Naamgeving enetymologie
- Synoniem: Polypodium exaltatum L. (1759)
- Engels: Wild Boston fern, Tuber ladder fern, Fishbone fern, Sword fern

De botanische naam Nephrolepis is samenstelling van Oudgrieks νεφρός, nephros (nier) en λεπίς, lepis (schub), naar de vorm van de dekvliesjes. De soortaanduiding komt van het Latijnse exaltata (groot), naar het formaat van de plant.

## Kenmerken
Nephrolepis exaltata is een middelgrote tot grote varen met een dikke, rechtopstaande rizoom zonder stengelknolletjes. De bladen zijn tot 1,5 m lang, onbehaard, enkelvoudig geveerd, met tot 7,5 cm lange, langwerpige tot smal driehoekige bladslipjes, licht tot duidelijk sikkelvormig gebogen, met fijn gezaagde bladranden, een afgeronde of geoorde bladvoet en een spitse, driehoekige bladtop. De bladsteel is schaars bezet met eenkleurige bleek- tot roodbruine schubben.
De sporenhoopjes zitten aan de onderzijde van de bladen tussen de bladrand en de nerven en worden beschermd door niervormige tot hoefijzervormige dekvliesjes.

## Habitat, verspreiding en voorkomen
Nephrolepis exaltata groeit vooral als epifyt in vochtige bossen en moerassen.
De plant is komt van nature voor in tropische streken van Noord-, Midden- en Zuid-Amerika (voornamelijk in Mexico, de Caraïben en Florida), in Afrika, Zuidoost-Azië en de eilanden van de Stille Oceaan.

## Cultivatie

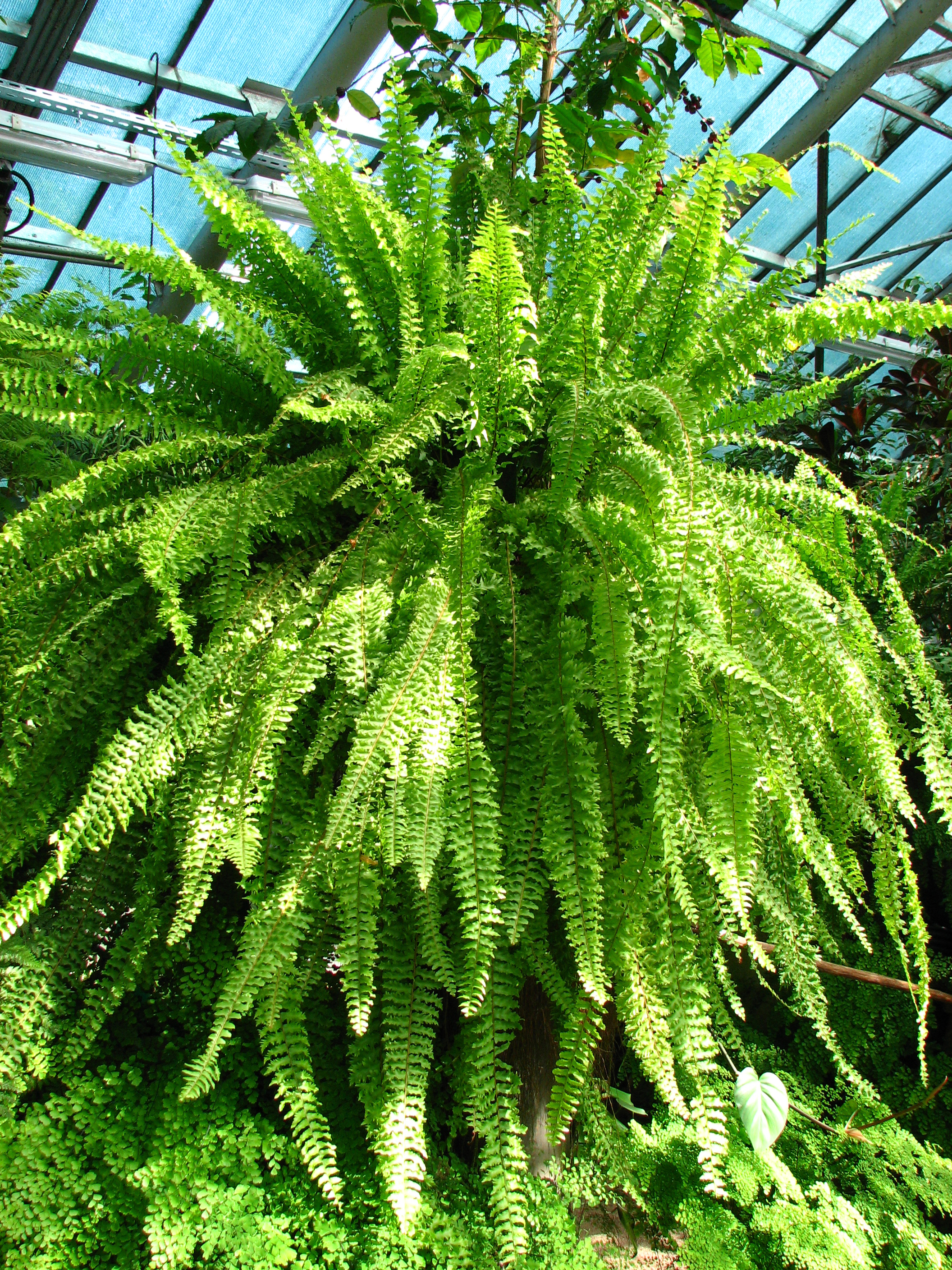
Nephrolepis cordifolia 'Bostoniensis'

Nephrolepis exaltata wordt wereldwijd gecultiveerd als kamer- en tuinplant. Er worden verscheidene vormen en variëteiten van deze soort gekweekt. In België en Nederland is vooral de vorst- en droogtebestendige Bostonvaren (N. exaltata var. bostoniensis of N. exaltata 'Bostoniensis'), de krulvaren, ingeburgerd. Deze mutatie heeft zijn naam gekregen toen hij in 1894 werd ontdekt in een levering van N. exaltata-planten uit Boston.